# Robotech
Robotech est une franchise de feuilletons télévisés d'animation, de bandes dessinées et de jeux de rôle de science-fiction. Elle est la fusion, réalisée en 1985 par Carl Macek et l'éditeur Harmony Gold, du premier dessin-animé Macross (1982) avec deux autres séries. Il se compose donc de trois séries :
- Robotech: The Macross Saga (titre original : Super Dimension Fortress Macross) ;
- Robotech: The Masters (titre original : Southern Cross) ;
- Robotech: New Generation (titre original : Genesis Climber Mospeada).

Robotech a été adaptée en bande dessinée et dans deux longs-métrages de cinéma, ainsi que plusieurs longs-métrages vidéo, ce qui rend complexe la « structure » du produit. Un jeu de rôle a été édité par Palladium Books.

Emblème de l’U.N Spacy dans les séries Macross/Robotech.

## Diffusion en France
- Sur La Cinq :

En France, la série a été diffusée à partir du 25 mai 1987 sur La Cinq dans Youpi ! L'école est finie. Dans un premier temps elle sera programmée à 17h15. Le dessin animé eut un certain succès, ainsi dès le 27 juin 1987, il fut diffusé à 20h05, en première partie de soirée. Puis, dès le 25 juillet 1987, à 12h50.
- Sur TF1 :

Au cours de la guerre que se livrent TF1 et La Cinq, Berlusconi vend les droits des dessins animés historiques de La Cinq au grand rival : AB Productions. TF1, via AB, programme les 31 premiers épisodes de Robotech à partir du 22 avril 1991 dans le Club Dorothée.

## Différences
Initialement, au Japon, les dessins animés Southern Cross, Mospeada et Macross n'ont aucun lien entre eux. Réunis dans Robotech, ils correspondent chacun à une époque et une guerre Robotech.
Des liens ont été créés par les Américains et certaines notions transformées. Par exemple, la protoculture, dans les séries, films et OAV Macross, est une civilisation. Elle devient une énergie dans Robotech, évoquée aux trois époques.
Cependant, bien que Super Dimension Fortress Macross (1982), Mospeada (1983) et Super Dimension Cavalry Southern Cross (1984) soient trois séries indépendantes réalisées par des studios différents, elles ont été produites par Tatsunoko et diffusées consécutivement à la télévision japonaise, au même horaire. 
Si Macross et Southern Cross contiennent dans leur titre Super Dimension, ce n'est pas le cas de Mospeada. Étrangement, Big West a une troisième série possédant Super Dimension dans son titre, il s'agit de Super Dimension Century Orguss. Si les maquettes semblent bien avoir été éditées sous le titre de Robotech, en revanche la série n'a pas été mixée dans la saga. Il faut dire que Orguss a été animé chez Tokyo Movie Shinsha et non Tatsunoko comme les trois séries mixées pour Robotech.
Il y a également des clins d'œil de ces séries entre elles dans les épisodes.

## L'univers deRobotech
- Si vous ne connaissez pas le sujet, laissez ce bandeau (vous pouvez alors contacter les auteurs).
- Si vous supprimez le contenu mis en cause (vous pouvez préalablement contacter les auteurs),

argumentez précisément cette suppression dans la page de discussion
(un manque de référence n'est pas un argument ; une recherche réelle de référence doit avoir été effectuée, être formellement documentée).

### Avant la chute de ASS-1
Chronologie Robotech par rapport au calendrier humain
- -100 000 : les Haydon sont un peuple ayant atteint un état de vie désincarné ; ils visitent plusieurs planètes (Optera, Peryton, Karbarra, Praxis, Garuda, Spheris et la Terre) et les ensemencent de vie, satisfaisant ainsi leur tentation démiurgique ; la Terre reçoit la fleur de vie, qui est ensuite transplantée sur Optera ; ils se replient sur la planète Haydon IV, où ils vivent une vie oisive servis par des robots
- -670 : début de l'ère de Lanack (EL)
- 502 (1171 EL) : naissance de Zor sur Tirol
- 851 (1520 EL) : le vaisseau spatial tirolien Aztraph découvre Optera, la planète des Invids (Inbits) ; Zor, un scientifique à son bord, séduit Regis (Refles), la régente des Invids, et découvre la fleur de vie ;
- 1028 (1697 EL) : l'Aztraph est de retour sur Tirol et Zor étudie la fleur de vie ;
- 1086 – 1167 (1755 – 1836 EL) : Zor réussit à extraire la protoculture de la fleur de vie, en plaçant celle-ci dans une matrice qui permet de la maîtriser ; le culte de « Trois-en-un » se développe sur Tirol, et donne naissance aux Maîtres de Robotech;
- 1251 (1920 EL) : développement du transport hyperspatial (space fold)
- 1331 : début de l'ère de Robotech (1 ER) ;
- 1346 (16 ER) : clonage des Zentradiens pour servir de mineurs
- 1418 (88 ER) : destruction d'Optera par les Haydonites (Robots des Haydons);
- 1485 – 1827 (157 – 500 ER) : les Maîtres de Robotech consolident leur empire ; les invids se reproduisent par fractionnement et déclarent la guerre aux Maîtres de Robotech ;
- 1893 – 1967 (586 – 640 ER) : Zor voyage sur Haydon IV, où il entre en contact avec la Conscience de la planète ; il décide de construire une forteresse spatiale ; avec une partie des Zentradiens (et notamment avec le commandant Dolza il entre en rébellion contre les Maîtres de Robotech, et commence à ensemencer d'autres planètes avec la fleur de vie : Peryton, Karbarra, Praxis, Garuda et Spheris ;
- 1998 (671 ER) : Zor vole la matrice de la protoculture et la cache dans sa forteresse spatiale ; il est attaqué et tué par les Invids, mais a auparavant ordonné à l'équipage de la forteresse de se diriger vers la Terre ;
- 1999 (672 ER) : la forteresse spatiale s'écrase sur Terre, sur l'île de Macross, durant la Troisième Guerre mondiale.

### Chronologie interne du monde deRobotech
D'après la FAQ de la Caltech Anime Society, la chronologie de anime.net et de la page A Note on Macross Continuity.
| Chronologie officielle | Chronologie officielle             | Chronologie alternative | Chronologie alternative                |
| Année                  | œuvre                              | Année                   | œuvre                                  |
| ---------------------- | ---------------------------------- | ----------------------- | -------------------------------------- |
| 2009 - 2012            | Macross Robotech: The Macross Saga |                         |                                        |
|                        |                                    | 2022                    | Robotech II: The Sentinel              |
|                        |                                    | 2027                    | Robotech: The Movie - The Untold Story |
| 2029                   | Robotech: The Masters              |                         |                                        |
| 2042                   | Robotech: New Generation           |                         |                                        |

### Peuples
- Zentradiens

## Œuvres composantRobotech

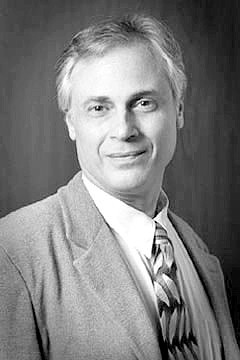
Carl Macek, réalisateur de Robotech

### Les différents dessins-animés
Robotech: The Macross Saga
Il s'agit de Super Dimension Fortress Macross, de 1985.
En 1999, un gigantesque vaisseau spatial extraterrestre s'écrase sur l'île de Macross dans l'Océan pacifique alors que les nations du monde étaient en guerre. Les États du monde, conscients du danger que peut représenter un peuple extraterrestre ayant atteint cette technologie, s'unissent pour restaurer le vaisseau, créant le SDF-1 Macross (Super Dimension Fortress-1).
En 2009, alors que l'on s'apprête à inaugurer le SDF-1, des vaisseaux extraterrestres s'approchent de l'orbite terrestre. Souhaitant en premier lieu éloigner la menace extraterrestre de la Terre, le commandant Gloval ordonne un vol hyperspatial pour se rapprocher de la Lune ; mais en raison d'un dysfonctionnement, le SDF-1 entraîne avec lui une partie de l'île et l'ensemble se rematérialise sur l'orbite de Pluton.
Après le rapatriement de 56 000 civils à bord, le SDF-1 tente de regagner la Terre…
Robotech: The Masters
Southern Cross (Chôjikû kidan Southern Cross, titre anglais Super Dimensional Cavalry: Southern Cross) est un feuilleton anime réalisé en 1984.
En 2029, les Maîtres de Robotech, voulant récupérer le SDF-1, attaquent le système solaire. Au sein de l'Armée de la Croix du Sud, la 15e unité se distingue par son efficacité, et sa réputation de semeurs de troubles. Elle est dirigée par Dana Sterling, la fille de Maximillian Sterling et de la Zentradienne Miriya (héros de Macross).
Robotech: New Generation
Mospeada (Kikô sôseiki Mospeada, titre anglais Genesis Climber Mospeada) est un feuilleton anime réalisé par Katsuhisa Yamada en 1983.
En 2031, la Terre a été envahie par des extraterrestres, les Invids. Les Humains, basés sur Mars, essaient de reprendre le contrôle de la Terre. En 2042, au cours d'une offensive qui tourne mal, le soldat Scott Bernard s'écrase sur sa planète d'origine mais sur laquelle il n'a jamais vécu. Il se joint à une bande de résistants et essaie de mener le combat sur Terre, en partant à la recherche de Point Réflexe, la base des Invid.
Robotech II: The Sentinel (projet avorté)
Après le succès de Robotech, Harmony Gold voulut produire une suite entièrement nouvelle (en collaboration avec Tatsunoko le producteur japonais de Macross). Malheureusement à cause de divers facteurs (taux de change, désistement de Matchbox), la production fut arrêtée après trois épisodes.
L'histoire raconte la campagne de la REF (force expéditionnaire Robotech) commandée par Rick Hunter, qui part à la rencontre des Maîtres de Robotech mais tombe sur un nouvel ennemi, les Invids.
Robotech 3000 (projet abandonné)
Harmony Gold a essayé de développer une autre suite avec Robotech 3000 (avec Carl Macek aux commandes du scénario) en image de synthèse en collaboration avec Netter Digital Entertainment. Après l'avis négatif des fans à FanimeCon 2000, cette idée a été abandonnée.
Une bande annonce est disponible sur le site Robotech.com.
Robotech : The Shadow Chronicles
En 2002, Tommy Yune annonça le développement d'une nouvelle suite à Robotech, qui était alors nommée Robotech: Shadow Force. La ligne directrice est supposée être une suite directe qui démarre à la fin de la série originale.
Les représentants d'Harmony Gold ont tenu des stands aux conventions d'anime, montrant des éléments de la production et décrivant les éléments vagues de la ligne directrice, en promettant une sortie fin de 2005 mais il sortit aux États-Unis en novembre 2006.

### Films
Robotech : le film
Ce film de 1986 fut un projet abandonné après des projections de test ayant des avis très négatifs.
En 2027, la Terre s'est reconstruite après la guerre avec les Zentradiens. Mais elle est de nouveau attaquée, par les Maîtres de Robotech. Outre les armes classiques, ils infiltrent également un clone dans l'état-major de l'armée terrienne.
Robotech II: The Sentinels 
Long-métrage vidéo (OVA) de 1986.
Robotech II: The Sentinel est un film d'animation sorti en vidéo en 1986, composé des trois premiers épisodes du projet avorté d'une suite de Robotech: The Macross Saga.
Robotech: The Shadow Chronicles
Long-métrage vidéo (OVA) de 2007.
Robotech: The Shadow Chronicles est un film d'animation sorti en vidéo en 2007, de 88 min en format 16/9 son multicanal conçu par une équipe américano-japonaise, relançant ainsi la franchise, à l'inverse de Robotech II: The Sentinels, le graphisme est complètement japonais. L'histoire se passe en 2044.
Robotech: Love Live Alive
Long-métrage vidéo (OVA) de 2013.

### BD
Une version BD du premier épisode fut publiée en 1987 en France. Dans celle-ci, Rick Hunter est nommé Rick Yamata.

### Jeux de cartes à collectionner
Robotech: The Card Game (Futur) : Jeu de cartes par Hero Factory.

## Commentaires
Les Varitechs de Macross apparaissent dans Emi Magique, dans l'épisode 31 à partir de 8:03, durant une émission regardée par Maï et son frère Boulou. Pendant le combat dans l'espace, il est possible de voir l'emblème de Macross remplacé par un des lutins, compagnons de Vanessa ou la magie des rêves, à 8:06.

## Sources